# Renaison (Fluss)
Der Renaison (im Oberlauf: Rouchain) ist ein Fluss in Frankreich, der im Département Loire in der Region Auvergne-Rhône-Alpes verläuft. Er entspringt unter dem Namen Rouchain im Gemeindegebiet von Arcon und entwässert zunächst in generell nördlicher Richtung. Bei Les Noës wird er in der Barrage du Rouchain aufgestaut, schwenkt nach Westen und nimmt den Namen Renaison an. Er mündet nach insgesamt rund 26 Kilometern im Stadtgebiet von Roanne als linker Nebenfluss in die Loire. 

## Orte am Fluss
- Arcon
- Les Noës
- Renaison
- Pouilly-les-Nonains
- Saint-Léger-sur-Roanne
- Riorges
- Roanne